# Porsche 550
Der Porsche 550, auch 1500 RS genannt, war ein Rennsportwagen der Dr.-Ing. h. c. F. Porsche KG und wurde aus dem Porsche 356 weiterentwickelt. Als unmittelbarer Vorläufer dieses Wagens gilt der sogenannte Glöckler-Porsche.

## Allgemeines
Anfang der 1950er Jahre hatte Porsche mit dem Porsche 356 einen Sportwagen, der in Rennen eingesetzt wurde, jedoch noch keinen speziellen Rennwagen konstruiert. Der Frankfurter VW-Händler Walter Glöckler baute 1950 zusammen mit seinem Betriebsleiter Hermann Ramelow auf Basis des Porsche 356 einen Spyder-Rennwagen, mit dem er in der Deutschen Sportwagen-Meisterschaft den Titel gewann. Ein Jahr später konnte er mit einem neuen sogenannten Glöckler-Porsche, dessen 1,5-Liter-Vierzylinder-Boxermotor mit Alkohol-Treibstoff 90 PS (66 kW) leistete, den Erfolg wiederholen und den Meisterschaftstitel zum zweiten Mal gewinnen.
Als der Glöckler-Porsche jedoch stärkere Konkurrenz bekam, entschloss sich Porsche, einen eigenen Rennsportwagen zu entwickeln. Der 1953 vorgestellte Wagen hatte entsprechend der Konstruktionsnummer die Typbezeichnung 550. Die ersten im Karosseriewerke Weinsberg hergestellten Versionen des Porsche 550 wurden zunächst für das Werksteam als Coupé und als Spyder gebaut.
Die später ab 1954 gebauten Fahrzeuge waren Spyder. Ab Anfang 1955 wurden etwas über hundert Porsche 550 bei Wendler produziert und für 24.600 DM (entspricht ca. 75.100 Euro nach heutiger Kaufkraft) an Privatkunden verkauft. Die meisten Wagen wurden in den USA ausgeliefert. Einer der Käufer war der Filmschauspieler James Dean, der mit dem Wagen tödlich verunglückte.

## Modellentwicklung

### 550 (1953)

#### Karosserie

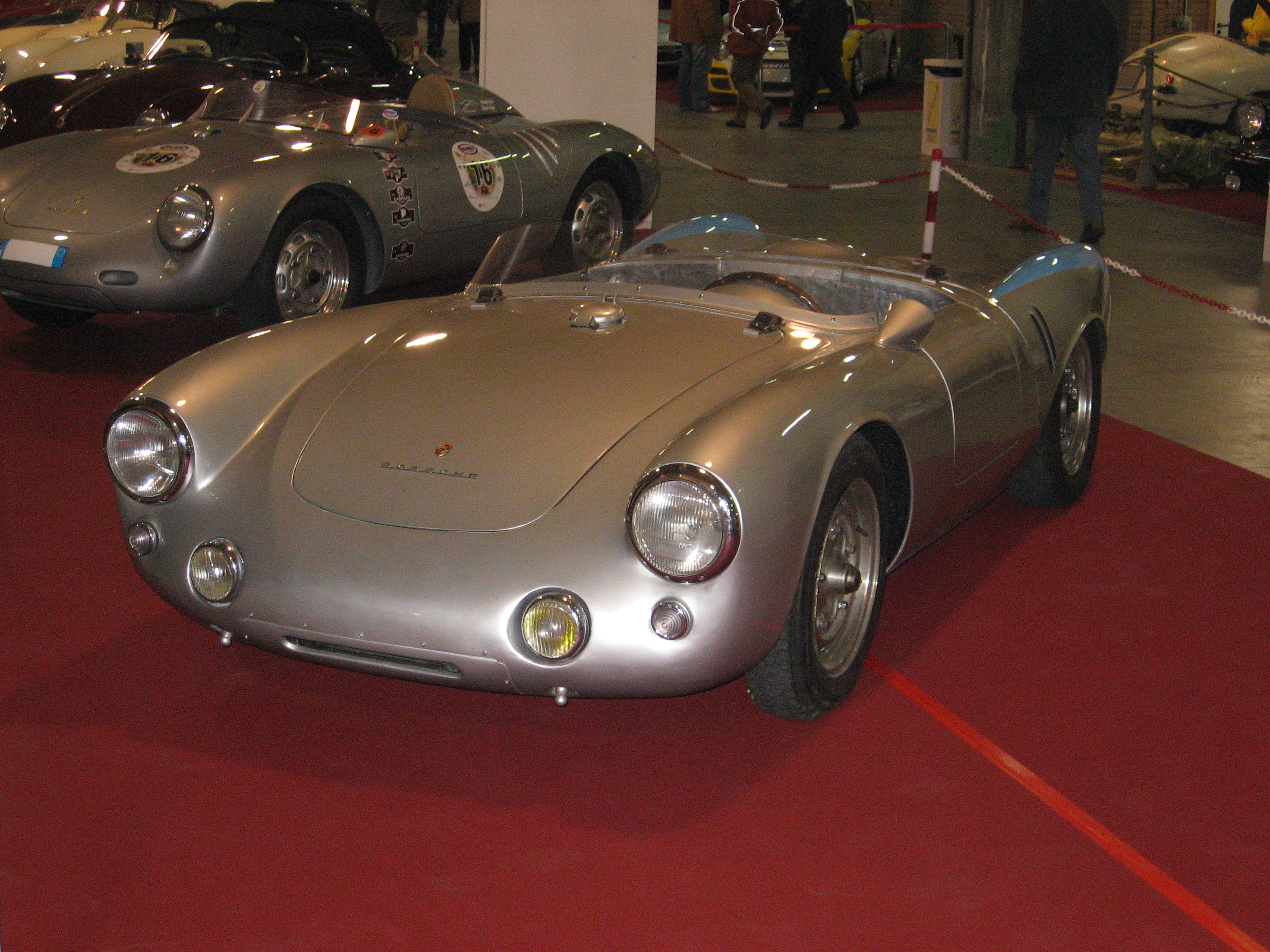
Frontansicht des 550 in der ersten Ausführung mit den gerade eingesetzten Scheinwerfern.

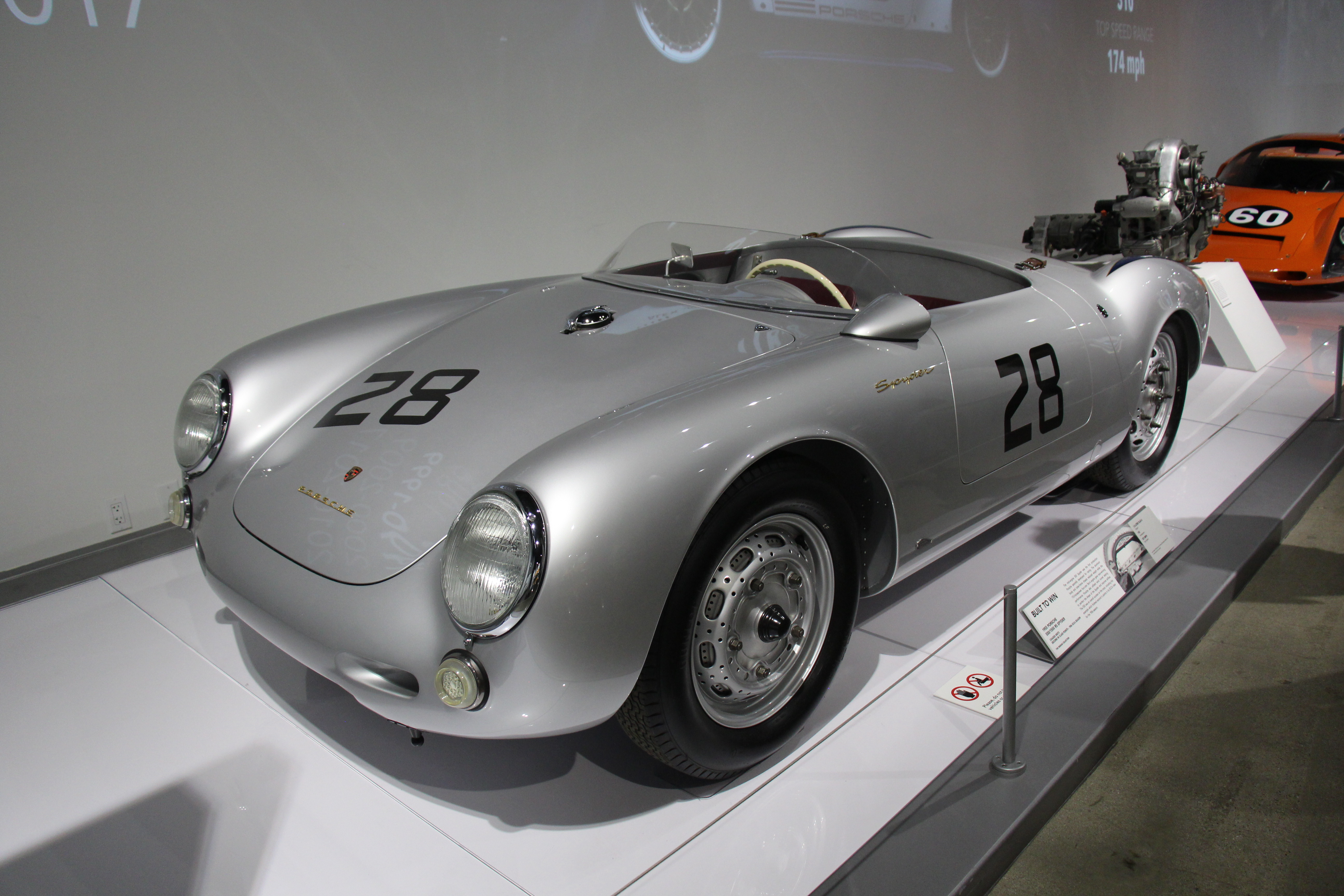
Frontansicht des 550 in der späteren Ausführung mit schräg eingesetzten Scheinwerfern.

Der Porsche 550 hatte einen aus Rohren zusammengeschweißten flachen Kastenrahmen, der 59 kg wog. Darüber saß die 90 kg schwere mittragende Karosserie aus Leichtmetall. Die ersten 1953 produzierten Fahrzeuge waren geschlossene Coupés für Langstreckenrenneinsätze wie zum Beispiel in Le Mans oder offene Spyder. Der Wagen hatte in der Coupé-Ausführung ein Fahrgewicht von 550 kg. Später hergestellte Fahrzeuge waren mit 590 kg etwas schwerer.
Bei den ab 1955 hergestellten Wagen war die Wagenfront strömungsgünstiger gestaltet, unter anderem durch andere Scheinwerfer mit schräg nach hinten geneigten Streuscheiben. Das Heck hatte keinen Buckel mehr und war einschließlich der hinteren Kotflügel komplett nach hinten aufklappbar.
An den vorderen und hinteren Deckeln waren verdeckte Scharniere und Riegel, die nur aus dem Fahrzeuginneren über Seilzüge betätigt werden konnten. Der vordere Deckel hatte in der Mitte eine runde Öffnung für den Schnellverschluss des darunter liegenden Kraftstofftanks, der 68 l fasste. In dem Motorraumdeckel hinten war ein Lüftungsgitter eingesetzt.
Auch die beiden Türen waren aus Leichtmetall. Die Türgriffe außen hatten ein Schloss. Somit konnte der Wagen wie im Straßenbetrieb gewohnt abgeschlossen werden.
Die einteilige Windschutzscheibe war aus „Schichtglas“ (Verbundglas) und um das Cockpit herumgebogen. An zwei Laschen oben am Rahmen konnte entweder das abnehmbare Stoffverdeck oder der Aufsatz für das Coupé befestigt werden. Die Windschutzscheibe ließ sich ganz entfernen und durch eine Plexiglasscheibe für den Renneinsatz ersetzen.
Der Wagen hatte zwei in Längsrichtung verstellbare Schalensitze. Das Armaturenbrett war mit der Karosserie fest verschweißt und hatte einen Kunstlederbezug. Darin fanden sich die Instrumente, Schalter für Instrumentenbeleuchtung, Scheinwerfer und Scheibenwischer, die Kontrollleuchten für Öldruck, Ladestrom und Fernlicht, sowie der Zündschalter, Anlasserdruckknopf und eine Steckdose.
Das Lenkrad hatte 420 mm Durchmesser und drei Speichen.

#### Fahrwerk
Der Wagen hatte vorne und hinten eine Einzelradaufhängung. Die Vorderräder waren einzeln an außen nadelgelagerten doppelten Kurbellängslenkern aufgehängt, mit zwei verstellbaren querliegenden Vierkant-Drehfederstäben aus gebündelten Federblättern und einem Stabilisator. Die hintere Aufhängung war eine Pendelachse mit je einem Längslenker an je einer runden Drehstabfeder links und rechts. Die Stoßdämpfer wurden von Fichtel & Sachs bezogen.
Der Wagen hatte rundum hydraulisch betätigte Simplex-Trommelbremsen mit 280 mm Trommeldurchmesser. Auf den 16-Zoll-Rädern waren vorne Reifen in der Größe 5.00-16-RS und hinten 5.25-16-RS aufgezogen.

#### Motor und Getriebe

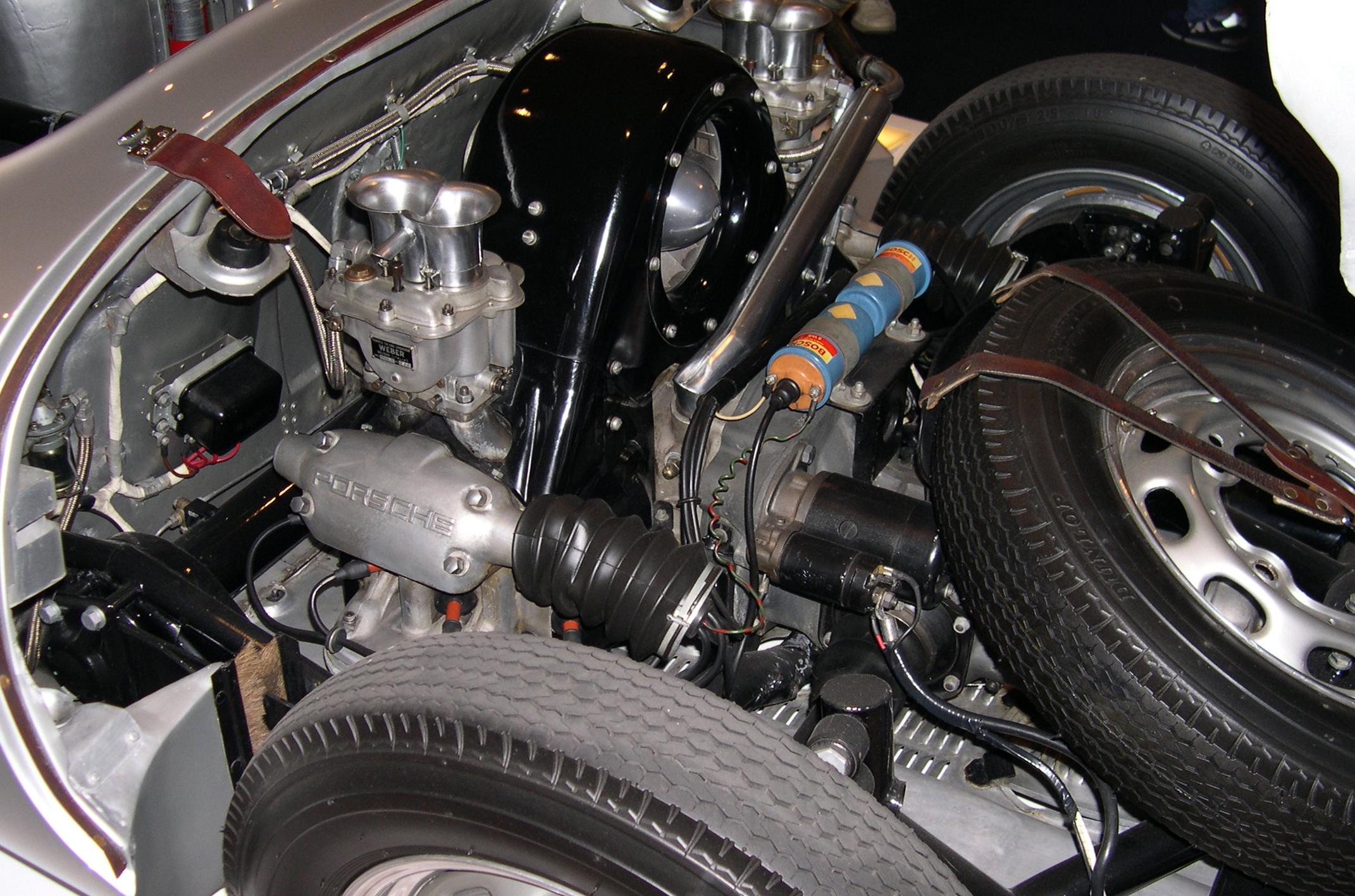
Der vor der Hinterachse eingebaute Fuhrmann-Motor

Für den Porsche 550 entwickelte der damalige Konstrukteur Ernst Fuhrmann einen luftgekühlten 1,5-Liter-Vierzylinder-Boxermotor (Typ 547). Bei dem sogenannten Fuhrmann-Motor waren der Motorblock, die Zylinder und die Zylinderköpfe aus Leichtmetall. Die vier obenliegenden Nockenwellen wurden durch Königswellen angetrieben. Der Motor hatte zwei Solex-Doppelfallstromvergaser, Doppelzündung mit zwei getrennten Zündverteilern und zwei Zündspulen. Für die Trockensumpfschmierung wurde ein separater 8-Liter-Öltank eingebaut. Der Motor leistete 110 PS (81 kW) bei 7800/min und hatte ein maximales Drehmoment von 121 Nm bei 5000/min.
Für eine ausgewogene Gewichtsverteilung war der Motor vor der Hinterachse eingebaut (Mittelmotor). Die Einscheiben-Trockenkupplung ist vor und das vollsynchronisierte Viergang-Schaltgetriebe hinter der angetriebenen Hinterachse platziert. Das Durchdrehen des kurveninneren Antriebsrades bei Kurvenfahrt wird durch ein ZF-Sperrdifferential verhindert.

### 550 A (1956)

#### Karosserie

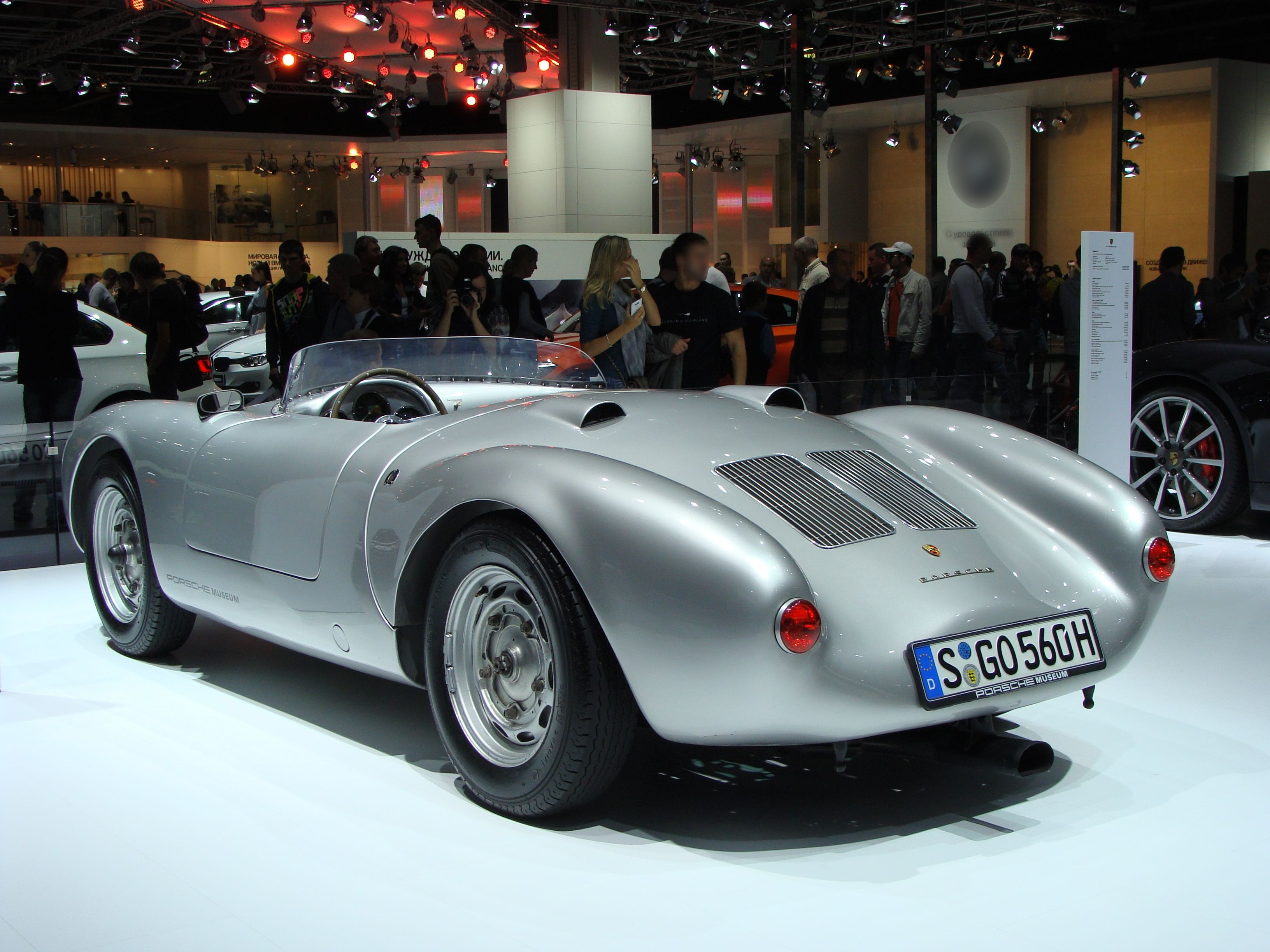
Heckansicht eines Porsche 550

Das 1956 eingeführte Modell 550 A erhielt statt des Flachrahmens einen Gitterrohrrahmen. Dieser Rahmen war mit 43 kg um 16 kg leichter als der Flachrahmen und trotzdem verwindungsfester. Karosserieteile, die vorher als Versteifungen nötig waren, konnten leichter gebaut und so das Karosseriegewicht um 27 kg auf 63 kg reduziert werden.
Der 550 A war leichter als das Vorgängermodell und wog mit dem Reserverad fahrfertig 530 kg. Der Wagen hatte einen größeren Tank, der 90 Liter fasste. Durch Zusatztanks konnte die Treibstoffmenge auf 130 Liter vergrößert werden.

#### Fahrwerk
An der neu konstruierten Pendelachse hinten wurde der Drehpunkt tiefergelegt. An der Vorderachse gab es weiterhin einen Stabilisator.
Die Zweikreis-Bremsanlage wurde verbessert und hatte weiterhin Trommelbremsen, aber an der Vorderachse als Duplexbremse. An der Hinterachse blieb die Simplexbremse. Die Backen der vorderen Bremse waren mit 60 mm 20 mm breiter als die der hinteren Bremse. Die Räder- und Reifen-Abmessungen blieben unverändert.

#### Motor und Getriebe
Der 550 A hatte weiterhin den Vierzylinder-Boxermotor mit 1498 cm³. Die Verdichtung wurde von 9,5 : 1 auf 9,8 : 1 angehoben und die Solex- nun durch Weber-Doppelfallstromvergaser ersetzt. Mit diesen Veränderungen stieg die Motorleistung auf 135 PS (99 kW) bei 7200/min. Das maximale Drehmoment von 145 Nm lag bei 5900/min.
Statt des Vierganggetriebes hatten die Fahrzeuge nun Fünfgang-Schaltgetriebe. Der erste Gang war nur zum Anfahren bestimmt und konnte wie der Rückwärtsgang nur über eine Sperre eingelegt werden. Im Gegensatz zu den vier Fahrgängen war er nicht synchronisiert.

## Rennhistorie

### 1953 bis 1957 – Einsätze in der Sportwagen-Weltmeisterschaft

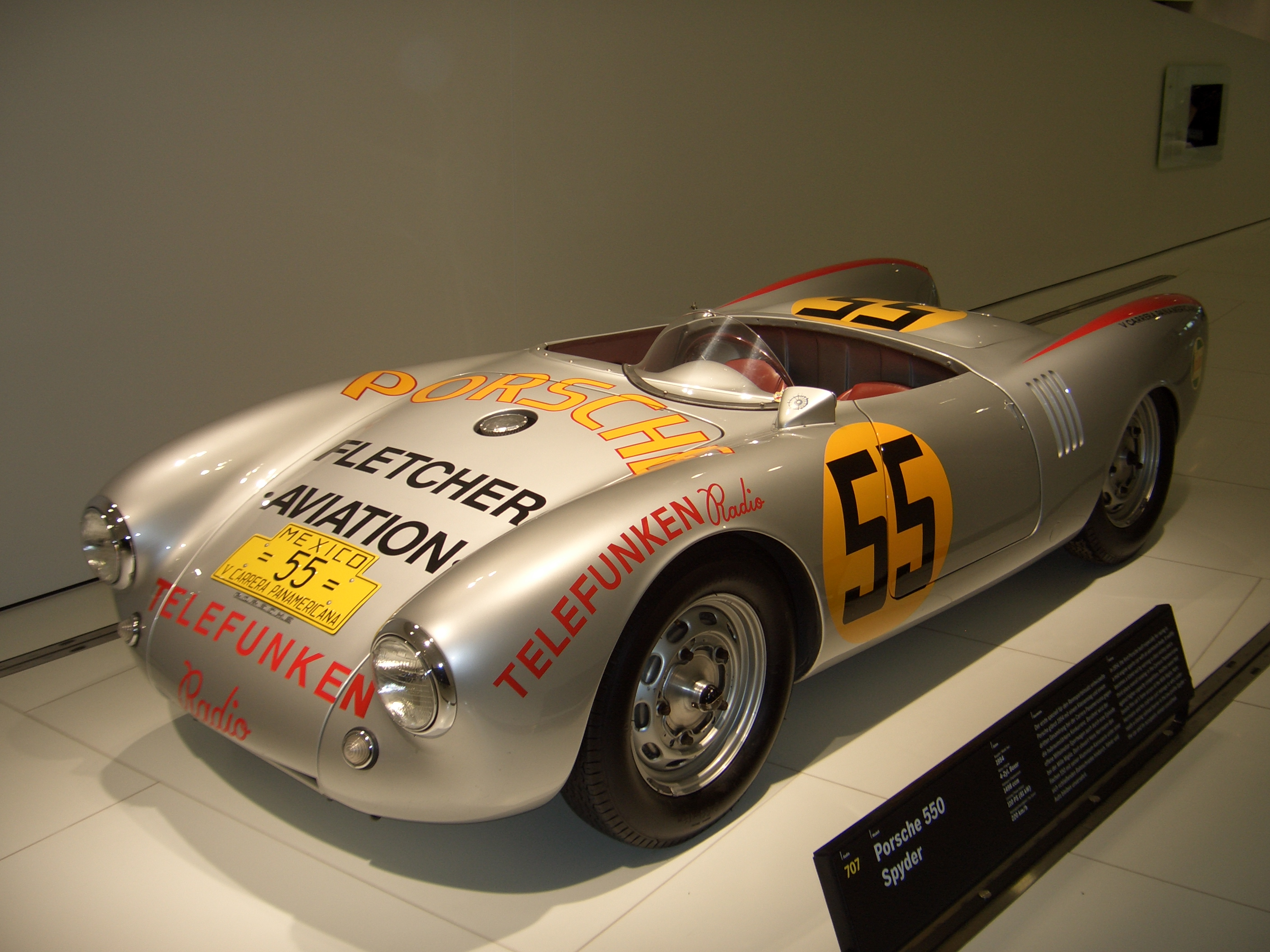
Der in der Carrera Panamericana eingesetzte Porsche 550 Spyder

Sein Renndebüt gab der Porsche 550 beim 24-Stunden-Rennen von Le Mans 1953. Porsche setzte dort zwei Rennwagen mit der Coupé-Karosserie ein, da diese einen besseren Luftwiderstandsbeiwert als die Spyder mit der kleinen Einmann-Windschutzscheibe hatten. Diese noch von dem Stoßstangenmotor angetriebenen Fahrzeuge wurden von Richard von Frankenberg und Paul Frère auf den 15. Rang und von Helmut Glöckler und Hans Herrmann auf den 16. Rang gefahren. Damit belegten sie die Plätze eins und zwei in der Klasse bis 1500 cm³. Auch bei der Carrera Panamericana, dem letzten Weltmeisterschaftsrennen 1953, gewann ein 550 den Klassensieg in der S1.6-Wertung.
Ein Jahr später erhielten die 550er-Rennwagen den Fuhrmann-Motor und konnten in den meisten Rennen den S1.5-Klassensieg erringen. In Le Mans startete neben dem 550 Spyder mit dem 1,5-Liter-Motor auch ein Wagen mit einem 1,3-Liter-Motor in der S1.1-Klasse. Der Motor dieses speziellen 550 leistete 93 PS (68 kW) bei 5000/min und gewann ebenso den Klassensieg. Bei der Carrera Panamericana fuhr Hans Herrmann auf den dritten Platz in der Gesamtwertung und sicherte sich den Klassensieg vor Jaroslav Juhan, der ebenfalls einen 550 Spyder fuhr.
1955 wurde ein sehr erfolgreiches Jahr für Porsche. Die 550-Rennwagen gewannen in der Sportwagen-Weltmeisterschaft regelmäßig die Klassensiege in der S1.5-Wertung. In der Deutschen Sportwagen-Meisterschaft siegte Richard von Frankenberg mit einem auf 125 PS (92 kW) leistungsgesteigerten Spyder im letzten Rennen und konnte sich so den Titel in der Rennsportklasse bis 1500 cm³ vor Edgar Barth, der einen EMV-Rennsportwagen pilotierte, gewinnen.

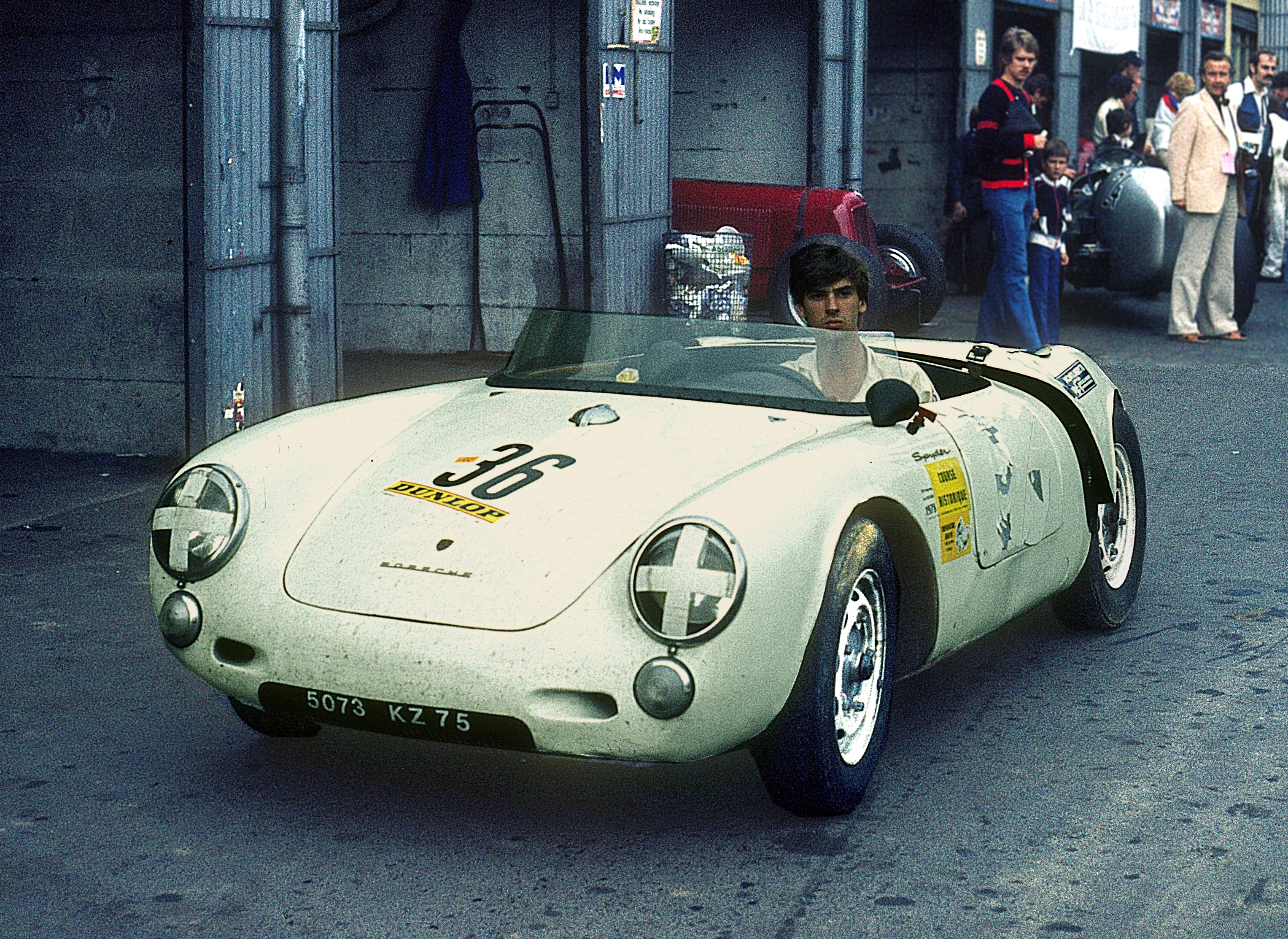
Porsche 550 A (Motorhaube nicht ganz geschlossen)

In der Saison 1956 setzte Porsche ab der Mille Miglia den weiterentwickelten 550 A ein. In ersten Rennen musste Hans Herrmann den Wagen vorzeitig abstellen. Jedoch konnten Wolfgang von Trips und Umberto Maglioli bereits beim 1000-km-Rennen auf dem Nürburgring den auch 550 RS Spyder genannten Wagen auf den vierten Gesamtplatz fahren und den Klassensieg feiern. Die beiden anderen Porsche-Werksfahrer Richard von Frankenberg und Hans Herrmann erreichten mit dem Wagen den sechsten Rang. Den bis dahin größten Erfolg für Porsche erzielte Umberto Maglioli mit dem 550 A bei der Targa Florio. Mit einem Vorsprung von fast 15 Minuten vor seinen Verfolgern sicherte der Italiener den ersten Gesamtsieg für Porsche im Motorsport.
Zum Ende des Jahres 1956 entwickelte Porsche einen Nachfolger des 550. Dieser offiziell Porsche 645 genannte Wagen hatte wegen seines auf 2000 mm verkürzten Radstandes, der schmaleren Spur und kürzeren Karosserie-Abmessungen den Spitznamen Mickymaus. Der Wagen erwies sich aber wegen seines Fahrverhaltens als unbrauchbar und dessen Entwicklung wurde nach einem Unfall mit Richard von Frankenberg auf der AVUS nicht weiterverfolgt.
1957 war das letzte Jahr, in dem das Werksteam den 550-A-Rennwagen ausschließlich einsetzte. Zwar gewann Porsche in den Weltmeisterschaftsrennen regelmäßig die Wertung der 1500-cm³-Klasse, doch es wurde bereits an dem Nachfolger Porsche 718 gearbeitet, der dann beim 1000-km-Rennen von Caracas erstmals eingesetzt wurde und durch Fritz Huschke von Hanstein und Edgar Barth gefahren, den S2.0-Klassensieg erringen konnte.

### 1957 bis 1959 – Teilnahme an der Europa-Bergmeisterschaft

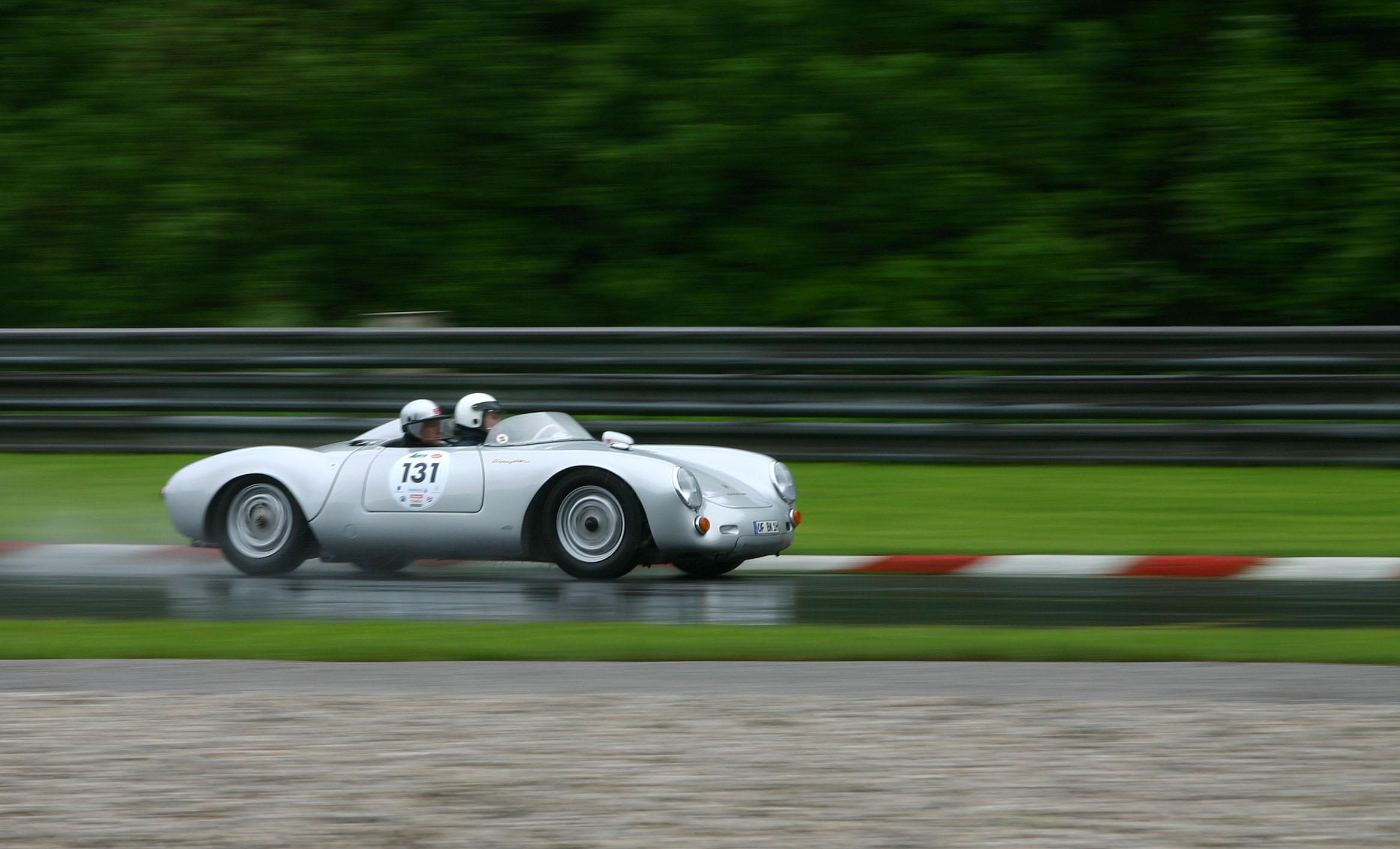
Ein Porsche 550 RS Spyder beim Gaisbergrennen 2006

Von 1957 bis 1959 wurde der Porsche 550 durch private Rennfahrer in der 1957 neu ausgeschriebenen Europa-Bergmeisterschaft eingesetzt. Das beste Ergebnis in einem Bergmeisterschaftslauf erreichten Heini Walter 1958 und Anton von Döry 1959 beim Bergrennen Schauinsland jeweils mit dem fünften Platz.

### 1958 bis 1959 – Verdrängung durch den Porsche 718
1958 ging Porsche in den Weltmeisterschaftsrennen hauptsächlich mit dem 718 RSK an den Start. Der 550 A wurde vom Werk lediglich bei vier Meisterschaftsrennen und von Privatteams eingesetzt. Beim 1000-km-Rennen auf dem Nürburgring konnten sich die Werksfahrer Richard von Frankenberg, Carel Godin de Beaufort und Edgar Barth mit dem 550 RS vor den Teamkollegen Harry Schell und Paul Frère mit dem 718 RSK auf dem sechsten Rang platzieren und den Klassensieg erringen.
Das letzte erfolgreiche Rennen eines Porsche 550 in der Sportwagen-Weltmeisterschaft war bei der Targa Florio. In dem Rennen fuhren Eberhard Mahle, Paul-Ernst Strähle und Herbert Linge auf dem zweiten Platz hinter dem von Edgar Barth und Wolfgang Seidel pilotierten Porsche 718 RSK.

### Die Ergebnisse 1953 bis 1959
1953
| Sportwagen-Weltmeisterschaft 1953 | Sportwagen-Weltmeisterschaft 1953 | Sportwagen-Weltmeisterschaft 1953 | Sportwagen-Weltmeisterschaft 1953    | Sportwagen-Weltmeisterschaft 1953 | Sportwagen-Weltmeisterschaft 1953 |
| Rennen                            | Rennen                            | Rennen                            | Rennen                               | Rennen                            | Rennen                            |
| Pos.                              | Nr.                               | Team                              | Fahrer                               | Chassistyp                        | Motortyp                          |
| --------------------------------- | --------------------------------- | --------------------------------- | ------------------------------------ | --------------------------------- | --------------------------------- |
| 24-Stunden-Rennen von Le Mans     |                                   |                                   |                                      |                                   |                                   |
| 15                                | 45                                | Porsche KG                        | Richard von Frankenberg Paul Frère   | 550 Coupé                         | 1,5 l                             |
| 16                                | 44                                | Porsche KG                        | Helmut Glöckler Hans Herrmann        | 550 Coupé                         | 1,5 l                             |
| Carrera Panamericana              |                                   |                                   |                                      |                                   |                                   |
| 32                                | 152                               | José Herrarte Ariano              | José Herrarte Ariano Carlos Gonzales | 550 Coupé                         | 1,5 l                             |

1954
| Sportwagen-Weltmeisterschaft 1954 | Sportwagen-Weltmeisterschaft 1954 | Sportwagen-Weltmeisterschaft 1954 | Sportwagen-Weltmeisterschaft 1954    | Sportwagen-Weltmeisterschaft 1954 | Sportwagen-Weltmeisterschaft 1954 |
| Rennen                            | Rennen                            | Rennen                            | Rennen                               | Rennen                            | Rennen                            |
| Pos.                              | Nr.                               | Team                              | Fahrer                               | Chassistyp                        | Motortyp                          |
| --------------------------------- | --------------------------------- | --------------------------------- | ------------------------------------ | --------------------------------- | --------------------------------- |
| 1000-km-Rennen von Buenos Aires   |                                   |                                   |                                      |                                   |                                   |
| 9                                 | 58                                | Jaroslav Juhan                    | Jaroslav Juhan Antonio Asturias Hall | 550 Spyder                        | 1,5 l                             |
| 12-Stunden-Rennen von Sebring     |                                   |                                   |                                      |                                   |                                   |
| 10                                | 49                                | Fernando Segaura                  | Fernando Segaura Daimo Bojanich      | 550                               | 1,5 l                             |
| 18                                | 46                                | Evans T. Hunt                     | Howard Hanna Evans T. Hunt           | 550                               | 1,5 l                             |
| Mille Miglia                      |                                   |                                   |                                      |                                   |                                   |
| 6                                 | 351                               | Porsche KG                        | Hans Herrmann Herbert Linge          | 550 Spyder                        | 1,5 l                             |
| 24-Stunden-Rennen von Le Mans     |                                   |                                   |                                      |                                   |                                   |
| 12                                | 39                                | Porsche KG                        | Johnny Claes Pierre Stasse           | 550 Spyder                        | 1,5 l                             |
| 14                                | 47                                | Porsche KG                        | Zora Arkus-Duntov Gonzague Olivier   | 550 Spyder                        | 1,3 l                             |
| RAC Tourist Trophy                |                                   |                                   |                                      |                                   |                                   |
| 23                                | 38                                | Raymond Fowler                    | Raymond Fowler Ernest McMillen       | 550                               | 1,5 l                             |
| Carrera Panamericana              |                                   |                                   |                                      |                                   |                                   |
| 3                                 | 55                                | Dist. VW. Central S.A.            | Hans Herrmann                        | 550 Spyder                        | 1,5 l                             |
| 4                                 | 56                                | Jaroslav Juhan                    | Jaroslav Juhan                       | 550 Spyder                        | 1,5 l                             |

1955
| Sportwagen-Weltmeisterschaft 1955 | Sportwagen-Weltmeisterschaft 1955 | Sportwagen-Weltmeisterschaft 1955 | Sportwagen-Weltmeisterschaft 1955       | Sportwagen-Weltmeisterschaft 1955 | Sportwagen-Weltmeisterschaft 1955 |
| Rennen                            | Rennen                            | Rennen                            | Rennen                                  | Rennen                            | Rennen                            |
| Pos.                              | Nr.                               | Team                              | Fahrer                                  | Chassistyp                        | Motortyp                          |
| --------------------------------- | --------------------------------- | --------------------------------- | --------------------------------------- | --------------------------------- | --------------------------------- |
| 1000-km-Rennen von Buenos Aires   |                                   |                                   |                                         |                                   |                                   |
| 4                                 | 34                                |                                   | Jaroslav Juhan Jorge Salas Chaves       | 550 Spyder                        | 1,5 l                             |
| 12-Stunden-Rennen von Sebring     |                                   |                                   |                                         |                                   |                                   |
| 8                                 | 68                                | Porsche KG                        | Huschke von Hanstein Herbert Linge      | 550 Spyder                        | 1,5 l                             |
| 11                                | 61                                | Robert H. Davis                   | Robert H. Davis Candy Poole             | 550 Spyder                        | 1,5 l                             |
| 14                                | 70                                | Ed Crawford                       | Ed Crawford John E. Urbas               | 550 Spyder                        | 1,5 l                             |
| 42                                | 67                                | Evans Hunt                        | Evans T. Hunt Howard Hanna              | 550 Spyder                        | 1,5 l                             |
| Mille Miglia                      |                                   |                                   |                                         |                                   |                                   |
| 8                                 | 541                               | Porsche KG                        | Wolfgang Seidel Helmut Glöckler         | 550 Spyder                        | 1,5 l                             |
| 23                                | 548                               |                                   | Ernst Lautenschlager Rudi Scholl        | 550 Spyder                        | 1,5 l                             |
| 44                                | 556                               |                                   | Araldo Sassone                          | 550 Spyder                        | 1,5 l                             |
| 24-Stunden-Rennen von Le Mans     |                                   |                                   |                                         |                                   |                                   |
| 4                                 | 37                                | Porsche KG                        | Helmut Polensky Richard von Frankenberg | 550 Spyder                        | 1,5 l                             |
| 5                                 | 66                                | Equipe Nationale Belge            | Wolfgang Seidel Olivier Gendebien       | 550 Spyder                        | 1,5 l                             |
| 6                                 | 62                                | Porsche KG                        | Helmut Glöckler Jaroslav Juhan          | 550 Spyder                        | 1,5 l                             |
| 13                                | 49                                | Porsche KG                        | Auguste Veuillet Zora Arkus-Duntov      | 550 Coupé                         | 1,3 l                             |
| 18                                | 65                                | Gonzague Olivier                  | Gonzague Olivier Josef Jeser            | 550 Coupé                         | 1,3 l                             |
| RAC Tourist Trophy                |                                   |                                   |                                         |                                   |                                   |
| 9                                 | 28                                | Fritz Huschke von Hanstein        | Carroll Shelby Masten Gregory           | 550 Spyder                        |                                   |
| 12                                | 29                                | Porsche KG                        | Helmut Glöckler Wolfgang Seidel         | 550 Spyder                        | 1,5 l                             |
| 16                                | 30                                | Porsche KG                        | Richard von Frankenberg Herbert Linge   | 550 Spyder                        | 1,5 l                             |

1956
| Sportwagen-Weltmeisterschaft 1956  | Sportwagen-Weltmeisterschaft 1956 | Sportwagen-Weltmeisterschaft 1956 | Sportwagen-Weltmeisterschaft 1956                     | Sportwagen-Weltmeisterschaft 1956 | Sportwagen-Weltmeisterschaft 1956 |
| Rennen                             | Rennen                            | Rennen                            | Rennen                                                | Rennen                            | Rennen                            |
| Pos.                               | Nr.                               | Team                              | Fahrer                                                | Chassistyp                        | Motortyp                          |
| ---------------------------------- | --------------------------------- | --------------------------------- | ----------------------------------------------------- | --------------------------------- | --------------------------------- |
| 12-Stunden-Rennen von Sebring      |                                   |                                   |                                                       |                                   |                                   |
| 6                                  | 41                                | Porsche KG                        | Hans Herrmann Wolfgang von Trips                      | 550 Spyder                        | 1,5 l                             |
| 7                                  | 43                                | John Edgar Enterprises            | Jack McAfee Pete Lovely                               | 550 Spyder                        | 1,5 l                             |
| 14                                 | 66                                | Porsche KG                        | Mike Marshall Jan Brundage Fritz Huschke von Hanstein | 550 Spyder                        | 1,5 l                             |
| 1000-km-Rennen auf dem Nürburgring |                                   |                                   |                                                       |                                   |                                   |
| 4                                  | 21                                | Porsche KG                        | Wolfgang von Trips Umberto Maglioli                   | 550 RS Spyder                     | 1,5 l                             |
| 6                                  | 20                                | Porsche KG                        | Richard von Frankenberg Hans Herrmann                 | 550 RS Spyder                     | 1,5 l                             |
| 13                                 | 43                                | Friedrich Kretschmann             | Friedrich Kretschmann Sepp Liebl                      | 550 Spyder                        | 1,5 l                             |
| 24                                 | 45                                | Gotfrid Köchert                   | Mathieu Hezemans Carel Godin de Beaufort              | 550 Spyder                        | 1,5 l                             |
| 1000-km-Rennen von Kristianstad    |                                   |                                   |                                                       |                                   |                                   |
| 8                                  | 43                                | William C. Buff                   | Richard von Frankenberg William C. Buff               | 550 Spyder                        | 1,5 l                             |
| 11                                 | 45                                | Wolfgang Seidel                   | Peter Nöcker Wolfgang Seidel                          | 550 Spyder                        | 1,5 l                             |
| 12                                 | 41                                | Equipe Nationale Belge            | Gilberte Thirion Claude Dubois                        | 550 Spyder                        | 1,5 l                             |
| 13                                 | 44                                | Gert Kaiser                       | Hans Herrmann Gert Kaiser                             | 550 Spyder                        | 1,5 l                             |

1957
| Sportwagen-Weltmeisterschaft 1957  | Sportwagen-Weltmeisterschaft 1957 | Sportwagen-Weltmeisterschaft 1957 | Sportwagen-Weltmeisterschaft 1957      | Sportwagen-Weltmeisterschaft 1957 | Sportwagen-Weltmeisterschaft 1957 |
| Rennen                             | Rennen                            | Rennen                            | Rennen                                 | Rennen                            | Rennen                            |
| Pos.                               | Nr.                               | Team                              | Fahrer                                 | Chassistyp                        | Motortyp                          |
| ---------------------------------- | --------------------------------- | --------------------------------- | -------------------------------------- | --------------------------------- | --------------------------------- |
| 1000-km-Rennen von Buenos Aires    |                                   |                                   |                                        |                                   |                                   |
| 8                                  | 68                                | Jaroslav Juhan                    | Jaroslav Juhan Anton von Döry          | 550 RS Spyder                     | 1,5 l                             |
| 12                                 | 70                                | Curt Delfosse                     | Curt Delfosse Ernesto Tornquist        | 550 RS Spyder                     | 1,5 l                             |
| 12-Stunden-Rennen von Sebring      |                                   |                                   |                                        |                                   |                                   |
| 8                                  | 44                                | Jack Pry Motors                   | Art Bunker Charles Wallace             | 550 RS Spyder                     | 1,5 l                             |
| 9                                  | 45                                | Jean-Pierre Kunstle               | Jean-Pierre Kunstle Ken Miles          | 550 RS Spyder                     | 1,5 l                             |
| Mille Miglia                       |                                   |                                   |                                        |                                   |                                   |
| 5                                  | 349                               |                                   | Umberto Maglioli                       | 550 RS Spyder                     | 1,5 l                             |
| 1000-km-Rennen auf dem Nürburgring |                                   |                                   |                                        |                                   |                                   |
| 4                                  | 21                                | Porsche KG                        | Umberto Maglioli Edgar Barth           | 550A RS Spyder                    | 1,5 l                             |
| 7                                  | 22                                | Porsche KG                        | Richard von Frankenberg Helmut Schulze | 550A RS Spyder                    | 1,5 l                             |
| 12                                 | 30                                | Ecurie La Meute                   | Heinz Schiller Arthur Heuberger        | 550A RS Spyder                    | 1,5 l                             |
| 14                                 | 29                                | Ecurie Maarsbergen                | Carel Godin de Beaufort Sepp Liebl     | 550A RS Spyder                    | 1,5 l                             |
| 17                                 | 31                                | Equipe National Belge             | Georges Harris Claude Dubois           | 550A RS Spyder                    | 1,5 l                             |
| 24-Stunden-Rennen von Le Mans      |                                   |                                   |                                        |                                   |                                   |
| 8                                  | 35                                | Ed Hugus                          | Ed Hugus Carel Godin de Beaufort       | 550 RS Spyder                     | 1,5 l                             |
| 1000-km-Rennen von Kristianstad    |                                   |                                   |                                        |                                   |                                   |
| 13                                 | 30                                | Gert Kaiser                       | Gert Kaiser Harald Kronegard           | 550 RS Spyder                     | 1,5 l                             |
| 17                                 | 31                                | Equipe National Belge             | Yves Tassin Georges Hacquin            | 550 RS Spyder                     | 1,5 l                             |
| 1000-km-Rennen von Caracas         |                                   |                                   |                                        |                                   |                                   |
| 7                                  | 68                                | Ed Crawford                       | Ed Crawford Ed Hugus                   | 550 RS Spyder                     | 1,5 l                             |
| 10                                 | 65                                |                                   | Art Bunker Carel Godin de Beaufort     | 550 RS Spyder                     | 1,5 l                             |
| 13                                 | 70                                | Denise McCluggage                 | Denise McCluggage Ed Hugus             | 550 RS Spyder                     | 1,5 l                             |
| 15                                 | 64                                | Ramiro Montalvo                   | Santiago Gonzalez Manuel Garcia        | 550 RS Spyder                     | 1,5 l                             |

| Europa-Bergmeisterschaft 1957 | Europa-Bergmeisterschaft 1957 | Europa-Bergmeisterschaft 1957 | Europa-Bergmeisterschaft 1957 | Europa-Bergmeisterschaft 1957 | Europa-Bergmeisterschaft 1957 |
| Rennen                        | Rennen                        | Rennen                        | Rennen                        | Rennen                        | Rennen                        |
| Pos.                          | Nr.                           | Team                          | Fahrer                        | Chassistyp                    | Motortyp                      |
| ----------------------------- | ----------------------------- | ----------------------------- | ----------------------------- | ----------------------------- | ----------------------------- |
| Bergrennen Mont Ventoux       |                               |                               |                               |                               |                               |
| 15                            | 30                            | Heini Walter                  | Heini Walter                  | 550 Spyder                    | 1,5 l                         |
| 23                            |                               | Ludwig Fischer                | Ludwig Fischer                | 550 Spyder                    | 1,5 l                         |
| Bergrennen Schauinsland       |                               |                               |                               |                               |                               |
| 6                             | 61                            | Gino Munaron                  | Gino Munaron                  | 550 Spyder                    | 1,5 l                         |
| 11                            | 56                            | Heini Walter                  | Heini Walter                  | 550 Spyder                    | 1,5 l                         |
| Bergrennen Gaisberg           |                               |                               |                               |                               |                               |
| 8                             | 10                            | Ernst Vogel                   | Ernst Vogel                   | 550 Spyder                    | 1,5 l                         |
| 12                            | 23                            | Ludwig Fischer                | Ludwig Fischer                | 550 Spyder                    | 1,5 l                         |
| Bergrennen Lenzerheide        |                               |                               |                               |                               |                               |
| 8                             | 134                           | Heini Walter                  | Heini Walter                  | 550 Spyder                    | 1,5 l                         |
| 11                            |                               | Hans Ueli Eugster             | Hans Ueli Eugster             | 550 Spyder                    | 1,5 l                         |
| Bergrennen San Bernardo       |                               |                               |                               |                               |                               |
| 6                             |                               | Gino Munaron                  | Gino Munaron                  | 550 Spyder                    | 1,5 l                         |

1958
| Sportwagen-Weltmeisterschaft 1958  | Sportwagen-Weltmeisterschaft 1958 | Sportwagen-Weltmeisterschaft 1958 | Sportwagen-Weltmeisterschaft 1958                           | Sportwagen-Weltmeisterschaft 1958 | Sportwagen-Weltmeisterschaft 1958 |
| Rennen                             | Rennen                            | Rennen                            | Rennen                                                      | Rennen                            | Rennen                            |
| Pos.                               | Nr.                               | Team                              | Fahrer                                                      | Chassistyp                        | Motortyp                          |
| ---------------------------------- | --------------------------------- | --------------------------------- | ----------------------------------------------------------- | --------------------------------- | --------------------------------- |
| 1000-km-Rennen von Buenos Aires    |                                   |                                   |                                                             |                                   |                                   |
| 5                                  | 50                                | Porsche KG                        | Edgar Barth Roberto Mieres Anton von Döry                   | 550 RS Spyder                     | 1,5 l                             |
| 10                                 | 52                                |                                   | Jaroslav Juhan Hubert Wiesse                                | 550 RS Spyder                     | 1,5 l                             |
| 12-Stunden-Rennen von Sebring      |                                   |                                   |                                                             |                                   |                                   |
| 25                                 | 46                                | Marshall Motors                   | Charles Wallace Bob Holbert Skip Hudson                     | 550 RS Spyder                     | 1,5 l                             |
| 39                                 | 74                                | Norman J. Scott Jr.               | Norman J. Scott Frank Bott                                  | 550 RS Spyder                     | 1,5 l                             |
| 1000-km-Rennen auf dem Nürburgring |                                   |                                   |                                                             |                                   |                                   |
| 6                                  | 22T                               | Porsche KG                        | Richard von Frankenberg Carel Godin de Beaufort Edgar Barth | 550 RS Spyder                     | 1,5 l                             |
| 13                                 | 90                                | Herbert Linge                     | Herbert Linge Walfried Winkler                              | 550 RS Spyder                     | 1,5 l                             |
| 14                                 | 30                                | Harald von Saucken                | Harald von Saucken Georg Bialas                             | 550 RS Spyder                     | 1,5 l                             |
| 24-Stunden-Rennen von Le Mans      |                                   |                                   |                                                             |                                   |                                   |
| 5                                  | 32                                | Carel Godin de Beaufort           | Carel Godin de Beaufort Herbert Linge                       | 550A RS Spyder                    | 1,5 l                             |
| 10                                 | 34                                | Jean-Paul Colas                   | Jacques Dewez Jean Kerguen                                  | 550A RS Spyder                    | 1,5 l                             |
| RAC Tourist Trophy                 |                                   |                                   |                                                             |                                   |                                   |
| 8                                  | 22                                | Dr. Porsche                       | Carel Godin de Beaufort Christian Bino Heins                | 550A RS Spyder                    | 1,5 l                             |

| Europa-Bergmeisterschaft 1958 | Europa-Bergmeisterschaft 1958 | Europa-Bergmeisterschaft 1958 | Europa-Bergmeisterschaft 1958 | Europa-Bergmeisterschaft 1958 | Europa-Bergmeisterschaft 1958 |
| Rennen                        | Rennen                        | Rennen                        | Rennen                        | Rennen                        | Rennen                        |
| Pos.                          | Nr.                           | Team                          | Fahrer                        | Chassistyp                    | Motortyp                      |
| ----------------------------- | ----------------------------- | ----------------------------- | ----------------------------- | ----------------------------- | ----------------------------- |
| Bergrennen Mont Parnes        |                               |                               |                               |                               |                               |
| 9                             | 11                            | Ludwig Fischer                | Ludwig Fischer                | 550 Spyder                    | 1,5 l                         |
| Bergrennen Mont Ventoux       |                               |                               |                               |                               |                               |
| 7                             | 37                            | Heini Walter                  | Heini Walter                  | 550A RS Spyder                | 1,5 l                         |
| 23                            |                               | E. Margairaz                  | E. Margairaz                  | 550 Spyder                    | 1,5 l                         |
| Bergrennen Trento Bondone     |                               |                               |                               |                               |                               |
| 11                            | 352                           | Heini Walter                  | Heini Walter                  | 550A RS Spyder                | 1,5 l                         |
| Bergrennen Schauinsland       |                               |                               |                               |                               |                               |
| 5                             | 17                            | Heini Walter                  | Heini Walter                  | 550A RS Spyder                | 1,5 l                         |
| Bergrennen Gaisberg           |                               |                               |                               |                               |                               |
| 6                             | 104                           | Heini Walter                  | Heini Walter                  | 550A RS Spyder                | 1,5 l                         |
| 8                             | 105                           | Ernst Vogel                   | Ernst Vogel                   | 550A RS Spyder                | 1,5 l                         |
| 14                            | 100                           | Ludwig Fischer                | Ludwig Fischer                | 550 Spyder                    | 1,5 l                         |
| Bergrennen Ollon-Villars      |                               |                               |                               |                               |                               |
| 13                            | 126                           | Heini Walter                  | Heini Walter                  | 550A RS Spyder                | 1,5 l                         |

1959
| Sportwagen-Weltmeisterschaft 1959 | Sportwagen-Weltmeisterschaft 1959 | Sportwagen-Weltmeisterschaft 1959 | Sportwagen-Weltmeisterschaft 1959               | Sportwagen-Weltmeisterschaft 1959 | Sportwagen-Weltmeisterschaft 1959 |
| Rennen                            | Rennen                            | Rennen                            | Rennen                                          | Rennen                            | Rennen                            |
| Pos.                              | Nr.                               | Team                              | Fahrer                                          | Chassistyp                        | Motortyp                          |
| --------------------------------- | --------------------------------- | --------------------------------- | ----------------------------------------------- | --------------------------------- | --------------------------------- |
| Targa Florio                      |                                   |                                   |                                                 |                                   |                                   |
| 2                                 | 118                               | Porsche KG                        | Eberhard Mahle Paul-Ernst Strähle Herbert Linge | 550 RS Spyder                     | 1,5 l                             |

| Europa-Bergmeisterschaft 1959 | Europa-Bergmeisterschaft 1959 | Europa-Bergmeisterschaft 1959 | Europa-Bergmeisterschaft 1959 | Europa-Bergmeisterschaft 1959 | Europa-Bergmeisterschaft 1959 |
| Rennen                        | Rennen                        | Rennen                        | Rennen                        | Rennen                        | Rennen                        |
| Pos.                          | Nr.                           | Team                          | Fahrer                        | Chassistyp                    | Motortyp                      |
| ----------------------------- | ----------------------------- | ----------------------------- | ----------------------------- | ----------------------------- | ----------------------------- |
| Bergrennen Schauinsland       |                               |                               |                               |                               |                               |
| 5                             | 165                           | Anton von Döry                | Anton von Döry                | 550 RS Spyder                 | 1,5 l                         |

## Technische Daten
| Porsche Spyder:           | 550/1500 RS (1954)                                                                 | 550 A/1500 RS (1956)                                                               |
| ------------------------- | ---------------------------------------------------------------------------------- | ---------------------------------------------------------------------------------- |
| Motor:                    | 4-Zylinder-Boxermotor (Viertakt)                                                   | 4-Zylinder-Boxermotor (Viertakt)                                                   |
| Hubraum:                  | 1498 cm³                                                                           | 1498 cm³                                                                           |
| Bohrung × Hub:            | 85 × 66 mm                                                                         | 85 × 66 mm                                                                         |
| Leistung bei 1/min:       | 81 kW (110 PS) bei 7800                                                            | 99 kW (135 PS) bei 7200                                                            |
| Max. Drehmoment bei 1/min | 117 Nm (12,1 mkp) bei 5000                                                         | 145 Nm (14,8 mkp) bei 5900                                                         |
| Verdichtung:              | 9,5 : 1                                                                            | 9,8 : 1                                                                            |
| Ventilsteuerung:          | zweimal zwei obenliegende Nockenwellen, angetrieben durch Königswellen             | zweimal zwei obenliegende Nockenwellen, angetrieben durch Königswellen             |
| Kühlung:                  | Luftkühlung (vertikales Gebläse)                                                   | Luftkühlung (vertikales Gebläse)                                                   |
| Getriebe:                 | 4-Gang-Getriebe                                                                    | 5-Gang-Getriebe                                                                    |
| Bremsen:                  | Trommelbremsen                                                                     | Trommelbremsen                                                                     |
| Radaufhängung vorn:       | Kurbellenkerachse mit Stabilisator                                                 | Kurbellenkerachse mit Stabilisator                                                 |
| Radaufhängung hinten:     | Pendelachse (550 A mit tief gelegtem Drehpunkt, an Quer- und Längslenkern geführt) | Pendelachse (550 A mit tief gelegtem Drehpunkt, an Quer- und Längslenkern geführt) |
| Federung vorn:            | 2 durchgehende Blattfederstäbe                                                     | 2 durchgehende Blattfederstäbe                                                     |
| Federung hinten:          | 1 runder Drehstab auf jeder Seite                                                  | 1 runder Drehstab auf jeder Seite                                                  |
| Karosserie:               | Leichtmetall auf Flachrahmen                                                       | Gitterrohrrahmen                                                                   |
| Spurweite vorn/hinten:    | 1290/1250 mm                                                                       | 1290/1250 mm                                                                       |
| Radstand:                 | 2100 mm                                                                            | 2100 mm                                                                            |
| Reifen/Felgen:            | vorn 5.00 – 16 RS, hinten 5.25 – 16 RS                                             | vorn 5.00 – 16 RS, hinten 5.25 – 16 RS                                             |
| Maße L × B × H:           | 3600 × 1540 × 1050 mm                                                              | 3700 × 1610 × 980 mm                                                               |
| Trockengewicht:           | ca. 550 kg                                                                         | ca. 540 kg                                                                         |
| Höchstgeschwindigkeit:    | ca. 225 km/h                                                                       | ca. 240 km/h                                                                       |

## Porsche 550 Spyder Replicas

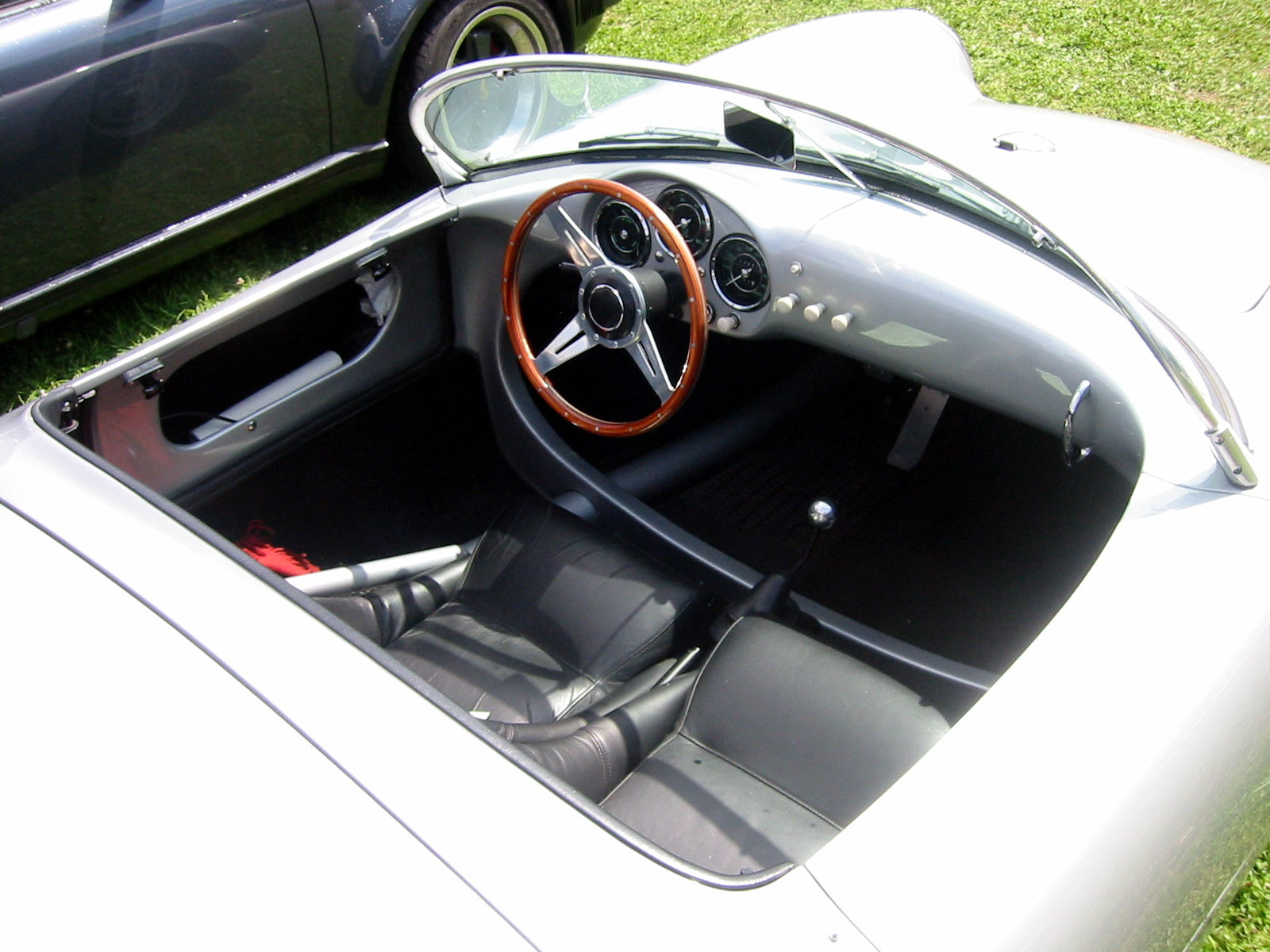
Innenraum des 550 Spyder (Replica)

Da von 1953 bis 1957 insgesamt nur 118 Rennsportwagen hergestellt wurden, werden diese sehr selten zum Verkauf angeboten und sind dementsprechend teuer. Ein 2012 in den USA versteigerter 550 erzielte einen Preis von 2,79 Millionen Euro.
Es hat sich ein Markt entwickelt, in dem detailgenaue Nachbauten, sogenannte Replicas, relativ kostengünstig vertrieben werden. Einer dieser Hersteller ist beispielsweise das brasilianische Unternehmen Chamonix. Der dem originalen Wagen nachgebaute Spyder ist nur noch von Kennern als Kopie zu identifizieren.
Der Grundaufbau entspricht mit dem Leiterrahmen und der Motor-Getriebeanordnung dem Original. Lediglich die Karosserie ist aus Kunststoff statt aus Aluminium. Das Fahrzeuggewicht liegt bei 580 kg. Es ist ein luftgekühlter Vierzylinder-Boxermotor von VW (Typ 4) eingebaut, der 103 kW (140 PS) leistet.
Interessant sind solche Replicas auch für motorsportbegeisterte Kunden. Die FIA akzeptiert Nachbauten bei historischen Rennveranstaltungen, wenn deren Technik exakt der des historischen Originals entspricht.